# Championnat régional de Patagonia de rugby à XV
Le Championnat régional de Patagonia de rugby à XV ou Torneo Patagonia ou Torneo Regional Patagonico de Rugby est une compétition annuelle de rugby à XV organisée par la Fédération argentine de rugby.

## Histoire
La compétition devrait être scindée en deux : Torneo Patagonia Este et Torneo Patagonia Oeste. C'est l'un des 7 tournois de qualification pour le Nacional de Clubes et le Tournoi de l'Intérieur.

## Format
Le tournoi est réservé en 2015 à 8 équipes réparties en 2 groupes dont les premiers disputent la finale du un championnat.

## Liste des principaux clubs
| Club              | Ville                   |
| ----------------- | ----------------------- |
| Neuquén RC        | Neuquén                 |
| Marabunta         | Cipolletti              |
| Bigornia RC       | Rawson                  |
| Patoruzú RC       | Trelew                  |
| Club Los Pehuenes | San Carlos de Bariloche |
| Comodoro RC       | Comodoro Rivadavia      |
| Catriel RC        | Catriel                 |
| Roca RC           | General Roca            |

## Palmarès
| Saison | Vainqueur                | Score                                          | Finaliste           |
| ------ | ------------------------ | ---------------------------------------------- | ------------------- |
| 2008   | Neuquén RC               | 21 - 14                                        | Marabunta           |
| 2009   | Marabunta                | Round-robin                                    | Neuquén RC          |
| 2010   | Neuquén RC               | Round-robin                                    | Marabunta           |
| 2011   | Neuquén RC               | Round-robin                                    | Bigornia RC         |
| 2012   | Neuquén RC               | Round-robin                                    | Marabunta           |
| 2013   | Neuquén RC               | Round-robin                                    | Marabunta           |
| 2014   | Neuquén RC               | 25 - 23                                        | Marabunta           |
| 2015   | Neuquén RC               | 32 - 9                                         | Bigornia RC         |
| 2016   | Bigornia RC              | 21 - 18                                        | Catriel RC          |
| 2017   | Roca RC                  | 30 - 19                                        | Bigornia RC         |
| 2018   | Roca RC                  | 28 - 10                                        | Jabalíes Rugby Club |
| 2019   | Roca RC                  | 28 - 10                                        | Jabalíes Rugby Club |
| 2020   |                          | Non disputé à cause de la pandémie de Covid-19 |                     |
| 2021   |                          | Non disputé à cause de la pandémie de Covid-19 |                     |
| 2022   | Club Deportivo Portugués | Round-robin                                    | Jabalíes Rugby Club |
| 2023   | -                        | Round-robin                                    | -                   |

## Bilan
| Club                     | Titre(s) | Premier(s) - Dernier(s) |
| ------------------------ | -------- | ----------------------- |
| Neuquén RC               | 7        | 2008-2015               |
| Roca R.C.                | 3        | 2017-2019               |
| Marabunta                | 1        | 2009                    |
| Bigornia RC              | 1        | 2016                    |
| Club Deportivo Portugués | 1        | 2022                    |